# Acalypha synoica
Acalypha synoica é uma espécie de flor do gênero Acalypha, pertencente à família Euphorbiaceae.